# Karoline Vind
Karoline Vind (SF) er regionsrådsmedlem i Region Hovedstaden for Socialistisk Folkeparti (SF) og tidligere landskasserer for SF Ungdom. Hun var også opstillet til regionsvalget i 2013, men blev ikke valgt. I 2017 opnåede hun 3.742 personlige stemmer, og blev dermed indvalgt i Regionsrådet i Region Hovedstaden.
Hun var landskasserer for SF Ungdom i perioden 2015-2017, og blev efterfulgt på posten af Victor Ottosen.
Hun arbejder til daglig som foreningskonsulent i IT-virksomheden Groupcare. Hun er desuden tidligere medlem af Landsforeningen For Bøsser, Lesbiske, Biseksuelle og Transpersoner Danmarks landsledelse (LGBT Danmark).
Bosiddende i Københavns Nordvestkvarter.